# どどどどっとJP
- どどど.JP

『どどどどっとJP』（どどど.JP、どどどどっとジェーピー）は、2022年10月1日からさくらんぼテレビで毎月第1土曜日の18:30 - 19:00に放送されているローカル情報バラエティ番組である。
ものまねタレントJPの初の冠番組である。

## 概要
2022年10月1日にスタート。さくらんぼテレビが制作する番組では、定期で放送する芸能人の冠番組は初。
2023年10月から2024年3月までは『昼ドキ!TV やまがたチョイす』放送後の13:00より放送していた。
また見逃し配信として、YouTubeやFOD、TVerにて配信されている。

## 主な内容
ものまね芸人のJPの初冠番組であり、山形のことを全く知らないJPが、山形県で素敵な出会いを楽しみながらいろいろなことにトライしていく情報バラエティー。
また過去のサブ企画として、さくらんぼテレビのアナウンサーだった岸波香桜の『岸波が行く!ド全力リサーチ!』があり、山形県内のスポットなどをリポートしていた。

## 放送時刻
- 毎月第1土曜日 18:30 - 19:00（2024年4月 - )

過去の放送時刻
- 毎月第1土曜日 10:25 - 11:00（2022年10月 - 2023年9月）
- 毎月第1土曜日 13:00 - 13:35（2023年10月 - 2024年3月）

## 出演者
- JP

## 過去の出演者
- 岸波香桜 - 助手